# 解奴辜
解奴辜（?—?），籍贯不详。东汉方士。
解奴辜和张貂，不知是何郡国人。史称压能隐形，不从门出入。解奴辜能变易物体形状，用幻术骗人。河南人麹圣卿，善用红笔画符，厌杀鬼神并且能驱使鬼神。又有编盲意，能与鬼物交流来往。